# 코트디라르두트

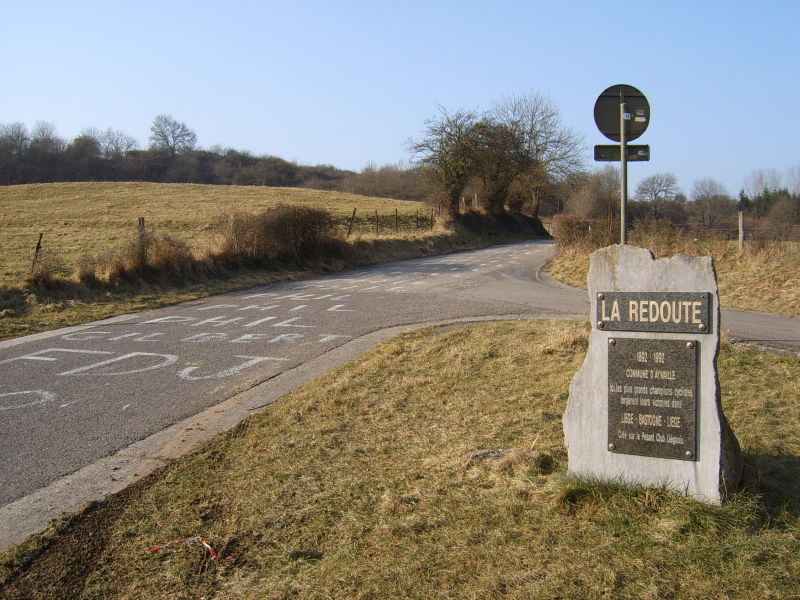
코트디라르두트

코트디라르두트(프랑스어: Côte de La Redoute) 간단히 라르두트(La Redoute)는 사이클 대회 리에주-바스토뉴-리에주의 루트이다. 벨기에 에와유에 있다.